# Aliabad-e Garus
Aliabad-e Garus (perski: علي ابادگروس) – wieś w Iranie, w ostanie Kermanszah. W 2006 roku liczyła 108 mieszkańców w 23 rodzinach.